# Torricelliaceae
Torricelliaceae Hu, 1934 è una famiglia di piante angiosperme dell'ordine Apiales.

## Descrizione
Le piante di questa famiglia sono legnose: sono arbusti o piccoli alberi.
Le foglie sono alternate e disposte a spirale sui rami e possiedono un lungo picciolo.
Esse possono essere palmate separate o non separate.
I margini delle foglie possono essere lisci, dentati o seghettati.
Le stipule sono assenti. 
Le piante possono essere monoiche o dioiche ed i fiori possono essere unisessuali o ermafroditi.
Le infiorescenze sono strutturate in modo molto variabile. I fiori, a simmetria radiale, sono solitamente di piccole dimensioni e a gruppi di cinque.
La disposizione del fiore è a singolo cerchio con cinque stami presenti.
Da due a quattro carpelli aderiscono a un ovario infero (sincarpo) avente due o tre pistilli. 
I frutti sono drupe.

## Distribuzione e habitat
Gli alberi appartenenti alla famiglia Torricelliaceae sono presenti in Madagascar, nell'Asia Sud-Orientale, in particolare nell'Arcipelago Malese, nell'Himalaya orientale e nella Cina occidentale.

## Tassonomia
A questa famiglia sono assegnati tre generi:
- Aralidium Miq.
- Melanophylla Baker
- Torricellia DC.

Nel sistema di classificazione APG II, ognuno di questi generi era assegnato a una singola famiglia, ma con la condizione che "Alcune delle famiglie sono monogeneriche e potrebbero forse essere unite quando siano state stabilite relazioni ben documentate con i gruppi fratelli".
Una relazione di questo tipo fu stabilita per questi tre generi nel 2004.
Nel sistema di classificazione APG III, questi tre generi vengono inclusi nella famiglia Torricelliaceae.